# Luxiaria postlunata
Luxiaria postlunata là một loài bướm đêm trong họ Geometridae.